# الأعضاء والأنسجة القابلة للزرع

الأعضاء والأنسجة القابلة للزرع يشير هذا المصطلح -على حد سواء- إلى الأعضاء والأنسجة (الأعضاء والأنسجة الرئيسية) التي يكثر زراعتها بشكل نسبي أو روتيني, باللإضافة للأعضاء والأنسجة التي يتم زراعتها التي يندر زراعتها نسبياً والتي تكون تحت المرحلة التجريبية.

## الأجهزة الرئيسية

### القلب

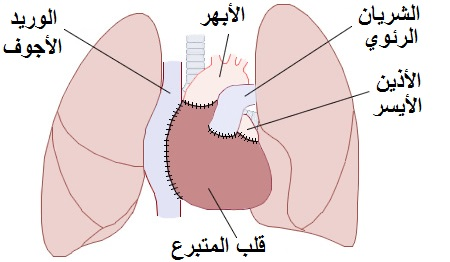
(رسم تخطيطي يوضح زرع قلب متبرع في إجراء تقويمي. لاحظ كيف يتم ترك الجزء الخلفي من الأذين الأيسر والأوعية الكبيرة للمريض في مكانها).

تُجرى عملية زراعة القلب للمرضى الذين هم في المرحلة الأخيرة من فشل القلب وللذين يعانون من مرض الشريان التاجي الحاد. فالإجراء الأكثر شيوعاً هو القيام بأخذ قلب يعمل من متبرع بالعضو قد توفي مؤخرًا ( طعم خيفي ) وزرعه في المريض. فقد تتم إزالة قلب المريض ( إجراء مثلي ) أو تركه لدعم قلب المتبرع ( إجراء منظار غير متجانسة ). كما أنه من الممكن القيام بأخذ قلب من نوع آخر غير بشري ( طعم أجنبي )، أوأن يكون صنع بشري ( اصطناعي )، على الرغم من أن نتائج هذين الإجرائين كانت أقل نجاحا مقارنة مع الطعم الخيفي الأكثر شيوعاً..

### الرئة
في حين أن عمليات زرع الرئة تحمل بعض المخاطر المرتبطة بها, إلا أنها يمكن أن تساهم في إطالة متوسط العمر المتوقع كما أنها تعمل على تعزيز جودة الحياة لمرضى فشل الرئة في مرحلته الأخيرة.
في حين أن التفاصيل الدقيقة للجراحة ستعتمد على نوع الزرع ذاته, إلا أن هناك العديد من الخطوات المشتركة في كل هذه الإجراءات. حيث يقوم الجراح الذي يقوم بعملية الزرع بفحص رئة المتبرع بحثا عن أية علامة من علامات تلف أو مرض الرئة قبل أن يقوم بإجراء العملية. فإذا تمت الموافقة الرئة أو الرئتين فسيتم وضع إبرة المغذي الوريدية بالإضافة إلى وصل المريض بأجهزة مراقبة الحالة المختلفة بما في ذلك قياس التأكسج. ( قياس نسبة تشبع الدم بالأكسجين) كما سيخضع المريض لتخدير عام، ويوضع تحت جهاز الـتنفس.
يستغرق التحضير قبل الجراحة حوالي ساعة واحدة للمريض. فيما قد تستغرق عملية زرع الرئة الواحدة مدة تتراوح بين الأربع إلى الثمان ساعات, بينما تستغرق عملية زرع الرئة المزدوجة لفترة من الوقت تتراوح بين الست إلى الإثني عشر ساعة لتكتمل. كما قد يؤدي وجود تاريخ لجراحة صدر سابقة إلى حدوث تعقيد في الإجراء الجراحي يتطلب لمزيد من الوقت..

### زراعة الرئة والقلب معاً
زراعة القلب والرئة هو إجراء جراحي يتم عمله لاستبدال كل من القلب والرئتين في عملية واحدة. ويعتبر إجراء نادر حيث يتم إجراء حوالي مئة عملية زرع فقط في العام الواحد في الولايات المتحدة, ويعزى ذلك إلى النقص في المتبرعين المناسبين لمثل هذا التبرع.
يتم تخدير المريض, فعند وصول أعضاء المتبرع تخضع للفحص لمعرفة مناسبتهم للمتلقي. فإذا ظهرت أي علامة لتلف العضو يتم التخلص منه وإلغاء العملية. لذلك تفادياً لإزالة أعضاء المتلقي عندما تكون أعضاء المتبرع غير صالحة فمن الإجراء القياسي أن لا يخضع المريض للعملية الجراحية حتى تصل الأعضاء المتبرع بها ويتم الحكم عليها بأنها مناسبة, رغم التأخير الزمني الذي ينطوي عليه ذلك.
بمجرد توفر أعضاء مناسبة للتبرع يقوم الجراح بعمل شق يبدأ من أعلى وينتهي أسفل القص/ الصدرحتى يصل إلى العظم. ثم يتم سحب حواف الجلد لإظهار منطقة القص ثم يتم قطع القص من المنتصف باستخدام منشار العظام.ومن ثم يتم إدخال معدة لإبعاد الأضلاع عن بعضها البعض وبالتالي يتم المباعدة بينها لإتاحة الوصول إلى قلب المريض ورئتيه.
يتم وصل المريض بجهاز القلب والرئة، والذي يقوم بتدوير الدم وتزويده بالأكسجين ثم يقوم الجراح بإزالة القلب والرئتين المتوقفتين عن العمل.كما يسعى معظم الجراحين إلى قطع الأوعية الدموية بالقرب من القلب لإفساح المجال للتقليم خاصة للتقليم، خاصة في حالة أن قلب المتبرع مختلف بالحجم عن حجم العضو الأصلي.
يتم وضع قلب ورئتي المتبرع وخياطتهما في مكانهما. ومع ارتفاع درجة حرارة أعضاء المتبرع إلى درجة حرارة الجسم: تبدأ الرئتان في الانتفاخ. قد يحدث ارتجاف للقلب في البداية_ حيث هذا الرجفان لأن ألياف عضلة القلب لا تتقلص بشكل متزامن. وبالتالي قد يُلجأ لاستخدام المجاذيف الداخلية لتوجيه صدمة كهربائية صغيرة للقلب ليستعيد يمكن استخدام المجاذيف الداخلية لتوجيه صدمة كهربائية صغيرة للقلب لاستعادة النظم السليم للقلب.
فبمجرد ما أن تبدأ الأعضاء المتبرع بها بشكل طبيعي, يتم سحب جهاز القلب والرئة ومن ثم يتم إغلاق الصدر.

### الكلى
زرع الكلى هوعملية زرع الكلية لمريض مصاب بفشل كلوي في المرحلة النهائية.حيث يتم تصنيف انوع الزرع عادة في إذا ما كان المتبرع متوفى ( الذي يعرف سابقاً بالجثة) أو زرع العضو من متبرع حي والذي يعتمد على مصدر العضو المتلقي. كما يتم وصف عمليات زرع الكلى من متبرع حي على أنها عمليات زرع مرتبطة وراثياً (المتبرعين الأحياء من الأقارب) أو غير مرتبطة (المتبرعين الأحياء من غير الأقارب)، اعتمادًا على وجود علاقة بيولوجة بين المتبرع و المتلقي.
يُعنى بعملية زرع الكبد بعملية استبدال الكبد المريضة وإحلالها بكبد سليم- زراعة الطعم الخيفي- ( الزرع المثلي) حيث يعتبر الطريقة الأكثر شيوعاً التي يتم فيها إزالة الكبد الأصلي ووضع العضو المتبرع به على نفس الموقع التشريحي وكأنه الكبد الأصلي. وتعتبر زراعة الكبد في الوقت الحاضر خياراً علاجياً مقبولاً لمرض الكبد في مرحلته النهائية وللفشل الكبدي الحاد.

### الوجه
ما زالت تعتبر زراعة الوجه كإجراء تجريبي.
فـ بالإضافة إلى الجلد، تشمل عملية الزرع - على النحو الأمثل- العظام, إلى جانب العضلات والجلد والأوعية الدموية والأعصاب.